# Schlussrotation
Die Schlussrotation im Kniegelenk ist eine unwillkürliche Bewegung, die passiv bei maximaler Kniestreckung erfolgt. Beschrieben wird hierbei eine Außenrotation des Unterschenkels bzw. eine Innenrotation des Oberschenkels um ca. 5°.  Ist das Bein unbelastet, rotiert eher das Schienbein bei stabilem Oberschenkelknochen. Ist das Bein belastet, rotiert der Oberschenkelknochen bei stabilem Schienbein.
Die Schlussrotation wird durch das vordere Kreuzband mit Unterstützung des Tractus iliotibialis hervorgerufen.
Durch die Schlussrotation werden einerseits die Seitenbänder gespannt, und andererseits wird das Gelenk quasi physiologisch minimal subluxiert, sodass der Oberschenkelknochen nicht mehr optimal in seiner Gelenkpfanne des Schienbeinplateaus liegt. Dadurch erreicht das Gelenk eine Stabilisation und kann nicht ungewollt „abrutschen“. Um die Beugung des Knies zu ermöglichen, muss als erstes die Schlussrotation durch einen Zug des Musculus popliteus und der Innenrotatoren des Unterschenkels (Ansatz am Pes anserinus: M. semitendinosus, M. sartorius und M. gracilis) aufgehoben werden.  Die Schlussrotation der Streckung ist also die (umgekehrte) Initialrotation der Beugung.
Das Ausmaß der Schlussrotation ist abhängig von der Grundstellung der Beinknochen zueinander. Bei den meisten Menschen beträgt sie ca. 5–10 Grad (s. o.). Bei Menschen mit X-Beinen (Genu valgum) ist sie stärker, bei Menschen mit O-Beinen (Genu varum) kaum bzw. gar nicht vorhanden.
Es gibt Diskussionen, ob die Schlussrotation beim „normalen“ Gehen stattfindet. Das Knie wird zwar beim Gehen nicht vollständig gestreckt, die Schlussrotation setzt aber bereits bei einem Streckwinkel von 20°–30° ein.
Bei manchen Sportarten, bei denen das Knie bewusst maximal gestreckt wird (z. B. Tango), kann das Knie nicht durch den Musculus popliteus „entrotiert“ werden, da das gestreckte Bein zur Technik des Tanzes gehört. Deswegen wird die Fortbewegung durch eine ausgeprägte Hüftbewegung eingeleitet, die zum einen den Körperschwerpunkt verlagert und somit die Fortbewegung verursacht und zum anderen den Oberschenkelknochen auf dem Schienbein nach außen rotiert und somit auch die Schlussrotation im Knie aufhebt.
Der Anatom Georg Hermann von Meyer beschrieb 1853 als erster diesen Vorgang und veröffentlichte ihn in Müllers Archiv (S. 32 und S. 500).